# New York Liberty 2022
La stagione 2022 delle New York Liberty fu la 26ª nella WNBA per la franchigia.
Le New York Liberty arrivarono quarte nella Eastern Conference con un record di 16-20. Nei play-off persero al primo turno con le Chicago Sky (2-1).

## Roster
| N° | Naz.                   | Ruolo | Sportivo            | Anno | Alt. | Peso |
| -- | ---------------------- | ----- | ------------------- | ---- | ---- | ---- |
| 2  | Stati Uniti (bandiera) | GA    | DiDi Richards       | 1999 | 188  | 74   |
| 3  | Stati Uniti (bandiera) | G     | Crystal Dangerfield | 1998 | 165  | 59   |
| 6  | Stati Uniti (bandiera) | A     | Natasha Howard      | 1991 | 188  | 75   |
| 9  | Australia (bandiera)   | GA    | Rebecca Allen       | 1992 | 188  | 73   |
| 12 | Stati Uniti (bandiera) | A     | Michaela Onyenwere  | 1999 | 183  | 81   |
| 13 | Stati Uniti (bandiera) | GA    | Jocelyn Willoughby  | 1998 | 183  | 82   |
| 18 | Italia (bandiera)      | A     | Lorela Cubaj        | 1999 | 193  | 91   |
| 20 | Stati Uniti (bandiera) | G     | Sabrina Ionescu     | 1997 | 180  | 68   |
| 21 | Cina (bandiera)        | C     | Han Xu              | 1999 | 208  | 88   |
| 23 | Francia (bandiera)     | G     | Marine Johannès     | 1995 | 178  | 61   |
| 25 | Stati Uniti (bandiera) | G     | Asia Durr           | 1997 | 178  | 68   |
| 31 | Stati Uniti (bandiera) | C     | Stefanie Dolson     | 1992 | 196  | 107  |
| 32 | Australia (bandiera)   | G     | Sami Whitcomb       | 1988 | 178  | 66   |
| 44 | Stati Uniti (bandiera) | GA    | Betnijah Laney      | 1993 | 183  | 75   |

## Staff tecnico
- Allenatore: Sandy Brondello
- Vice-allenatori: Olaf Lange, Roneeka Hodges, Zach O'Brien
- Preparatore atletico: Terri Acosta
- Preparatore fisico: Emily Zaler